# Eve Grinsztajn
Eve Grinsztajn est une ballerine française née en 1981, actuellement première danseuse à l'Opéra de Paris.

## Biographie
Enfant, Eve Grinsztajn s'intéresse tout d'abord à l'étude du violoncelle mais, tombant un jour par hasard sur un film où Dominique Khalfouni répète La Mort du cygne avec Yvette Chauviré, elle se découvre une nouvelle passion. Elle commence la danse dans une petite école parisienne, et participe à de nombreux concours d'importance croissante. Refusée à l'audition d'entrée à l'École de danse de l'Opéra de Paris, Eve y entre en qualité d'élève payante en 1994 (elle n'intègrera véritablement l'École qu'en seconde division, deux ans plus tard, grâce à Violette Verdi : l'ancienne directrice du Ballet de l'Opéra l'a remarquée et en a fait mention auprès de la directrice des petits rats). Durant ces quatre années d'étude, elle danse dans divers ballets, tels que La Somnambule (Marius Petipa), Evening Song (Jiří Kylián) et Le Bal des cadets (David Lichine).
Eve Grinsztajn, alors âgée de 17 ans, intègre le corps de ballet de l'Opéra à l'issue du concours d'entrée. Elle participe également au Concours international de danse de Paris et termine finaliste.
Eve Grinsztajn dansera quelques années comme quadrille, puisqu'elle ne devient coryphée qu'en 2003. Sa première apparition sur scène en tant que soliste survient par hasard en mai 2004 : elle doit remplacer au pied levé Delphine Moussin, blessée alors qu'elle devait interpréter le rôle de la Danseuse des rues lors de la première de Don Quichotte. En 2005, elle accède au rang de sujet, grâce à des soli tirés de Raymonda et de L'Histoire de Manon (la danseuse étoile Aurélie Dupont l'aide alors à travailler ce solo) puis, deux ans après, passe première danseuse en interprétant des variations extraites de La Bayadère (Rudolf Noureev), et de Other Dances (Jerome Robbins).

## Répertoire
- Don Quichotte : la Danseuse des rues, une amie de Kitri
- Proust ou les Intermittences du cœur : Odette
- Cendrillon : l'Été
- Raymonda : Raymonda, Clémence
- Les Quatre Tempéraments : 3e mouvement
- Casse-noisette : la Danse arabe, la Pastorale, le Flocon
- La Dame aux camélias : Manon Lescaut, Prudence Duvernoy, Olympia
- Les Enfants du paradis : Garance
- Onéguine : Olga
- Petrouchka : la poupée
- Le Tricorne : la meunière
- Orphée & Eurydice : Pina Bausch
- The Concert : la ballerine
- In the night : Deuxième pas de deux
- Bayadère : Pas de trois des ombres
- Jewels : Émeraudes
- Le Songe d'une Nuit d'été : Titania

## Filmographie
- Casse-noisette, avec Myriam Ould-Braham, Jérémie Bélingard, Isabelle Ciaravola et les danseurs de l'Opéra de Paris.
- Proust ou les Intermittences du cœur, avec Mathieu Ganio, Manuel Legris, Hervé Moreau et les danseurs de l'Opéra de Paris.
- La Dame aux camélias, avec Agnès Letestu, Stéphane Bullion, Dorothée Gilbert et les danseurs de l'Opéra de Paris
- Orphée & Eurydice

Eve Grinsztajn apparaît également dans le documentaire de Nils Tavernier Tout près des étoiles, et est le sujet principal d'un film publicitaire pour la célèbre marque Repetto.